# Lipali
Lipali – polski zespół muzyczny założony przez Tomasza Lipnickiego w 2000 roku, po rozwiązaniu zespołu Illusion w roku 1999. Początkowo Lipali była solowym projektem Lipnickiego, który nagrał debiutancki album Li-pa-li (2000) z udziałem muzyków sesyjnych.
W 2003 roku na zaproszenie Lipnickiego do grupy dołączyli perkusista Łukasz Jeleniewski i basista Adrian Kulik, z którymi w składzie nagrał m.in. albumy Pi (2004) i Bloo (2007).

## Historia

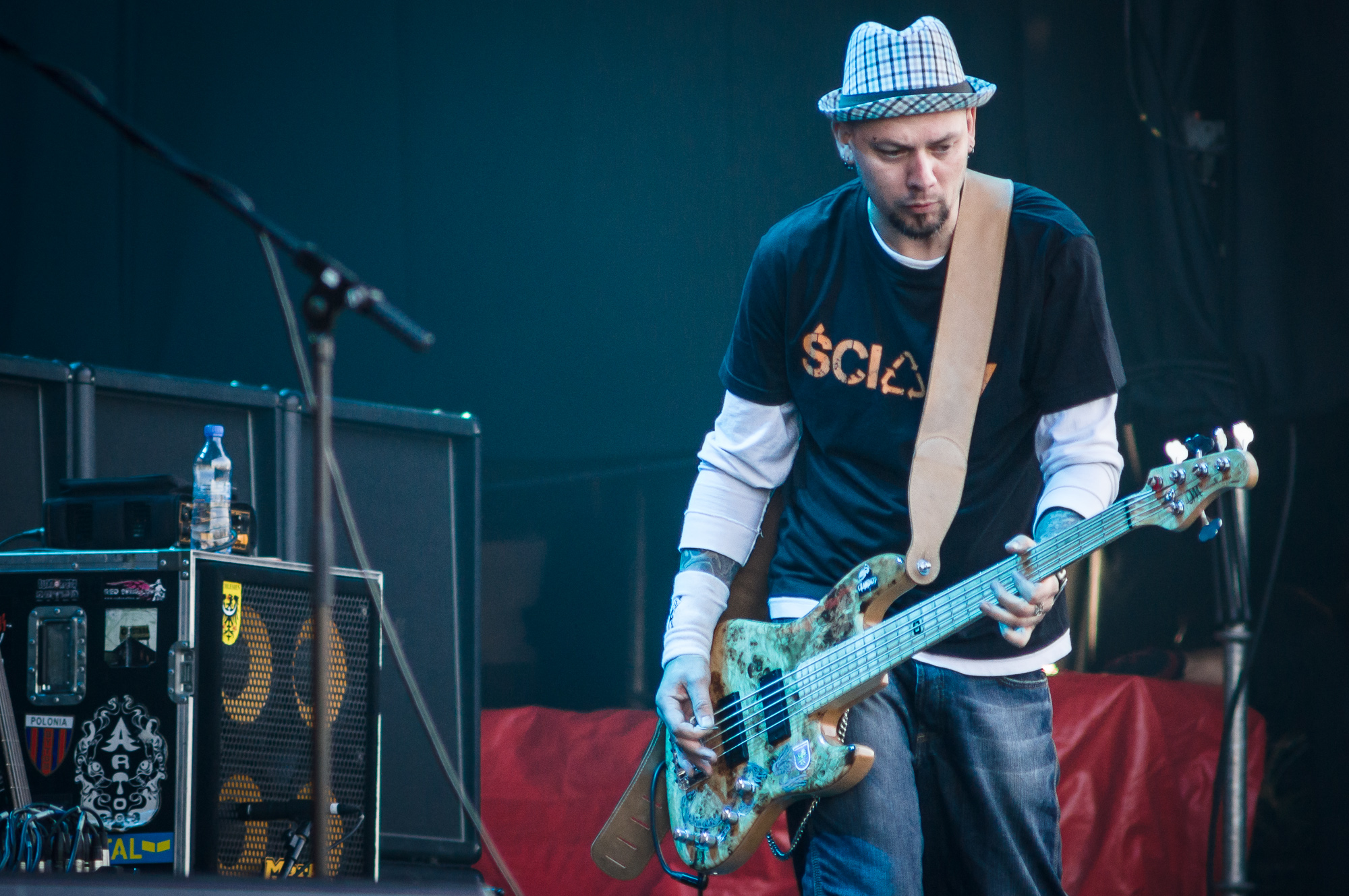
Adrian Kulik podczas festiwalu Ursynalia 2012.

Zespół Lipali powstał w 2000 roku z inicjatywy gitarzysty i wokalisty Tomasza Lipnickiego, po rozwiązaniu grupy Illusion w roku 1999. Początkowo Lipali była solowym projektem Lipnickiego, który nagrał debiutancki album Li-pa-li w 2000 roku z udziałem muzyków sesyjnych. W nagraniach wzięli udział m.in. klawiszowiec Cezary Morawski i gitarzysta Tymon Tymański.
W 2003 roku na zaproszenie Lipnickiego, dołączyli perkusista Łukasz Jeleniewski i basista Adrian Kulik, z którymi rozpoczął występy jako grupa muzyczna. 27 września 2004 roku nakładem Pomaton EMI ukazał się album pt. Pi. Album został zrealizowany w warszawskim studiu Elektra, we współpracy z producentem Adamem Toczko.
25 czerwca 2007 roku nakładem Frontmusic ukazał się trzeci album Lipali pt. Bloo. Album był promowany singlem pt. Sen o lepszym dniu. Do tytułowego utworu został zrealizowany teledysk w reżyserii Jacka Kościuszki.
27 marca 2009 roku nakładem wytwórni muzycznej Lemon Records ukazał się czwarty album grupy pt. Trio. Na albumie ukazała się m.in. interpretacji utworu „Biała flaga” z repertuaru grupy Republika. W lutym 2010 roku wydawnictwo uzyskało nominację do nagrody polskiego przemysłu fonograficznego Fryderyka w kategorii: album roku rock.
21 czerwca 2011 roku ukazał się pierwszy album koncertu zatytułowany Akustyk Live. Akustyczny koncert został zarejestrowany w sali koncertowej Polskiego Radia im. S.Lutosławskiego (S1) w Warszawie 16 kwietnia także 2011 roku.
Ponad trzy lata od wydania Trio zespół wrócił do studia nagraniowego, czego efektem stał się nowy materiał. Album został nagrany w ciągu 10 dni w Rolling Tapes Studio w Srebrnej Górze. Płyta 3850 została wydana 1 października 2012 roku. Znalazło się na niej 11 nowych utworów. W warstwie muzycznej i tekstowej słychać jak zespół ewoluował, zachowując swój rozpoznawalny rockowy styl połączony z bezkompromisowymi tekstami autorstwa Tomasza Lipnickiego. Pod koniec grudnia 2012 roku, pochodzący z albumu, utwór „Najgroźniejsze zwierzę świata” stał się oficjalną piosenką 21. finału Wielkiej Orkiestry Świątecznej Pomocy.
Pod koniec września 2014 roku Lipali ogłosiło poszukiwania czwartego członka zespołu. Kilka miesięcy później, 25 lutego 2015 r. ogłoszono, że nowym członkiem grupy został Roman Bereźnicki (gitara, śpiew oraz instrumenty klawiszowe). Czwarty w Lipali jest równocześnie liderem i wokalistą grupy LecteR.
20 listopada 2015 r. oficjalną premierę miała 5. studyjna płyta zespołu pt. Fasady. Podobnie, jak poprzednio, znalazło się na niej 11 nowych utworów zagranych już w czteroosobowym składzie. Na płycie znalazły się dwa utwory nagrane w języku angielskim: „Sunrise” i „Lava Love”. Materiał został nagrany przez Szymona Sieńko w Studio DR w Wiśle. Wydanie albumu poprzedziła publikacja dwóch singli, do których powstały również teledyski: były to utwory: „Ludzie 1.2” oraz „Kawy dwie”. Na płycie wystąpili gościnnie: Małgorzata Zomerlik (głos w utworze „Ludzie 1.2”), Szymon Sieńko (instrumenty elektroniczne: „A gdyby tak…”, „Kawy dwie”, „Sunrise”) oraz Bartosz „Śniady” Śniadecki (piano, instrumenty elektroniczne „Wschód”).
Premierowy koncert grupy, na którym został przedstawiony cały materiał z płyty Fasady odbył się w klubie Proxima w Warszawie 29 listopada 2015 r. Transmisja online koncertu była dostępna na żywo na kanale YouTube – LipaliTV.
W 2017 Adrian „Qlos” Kulik basista i manager zespołu, zakończył wieloletnią współpracę z zespołem Lipali. Jego miejsce zajął Łukasz „Gajowy” Gajowniczek.

## Dyskografia

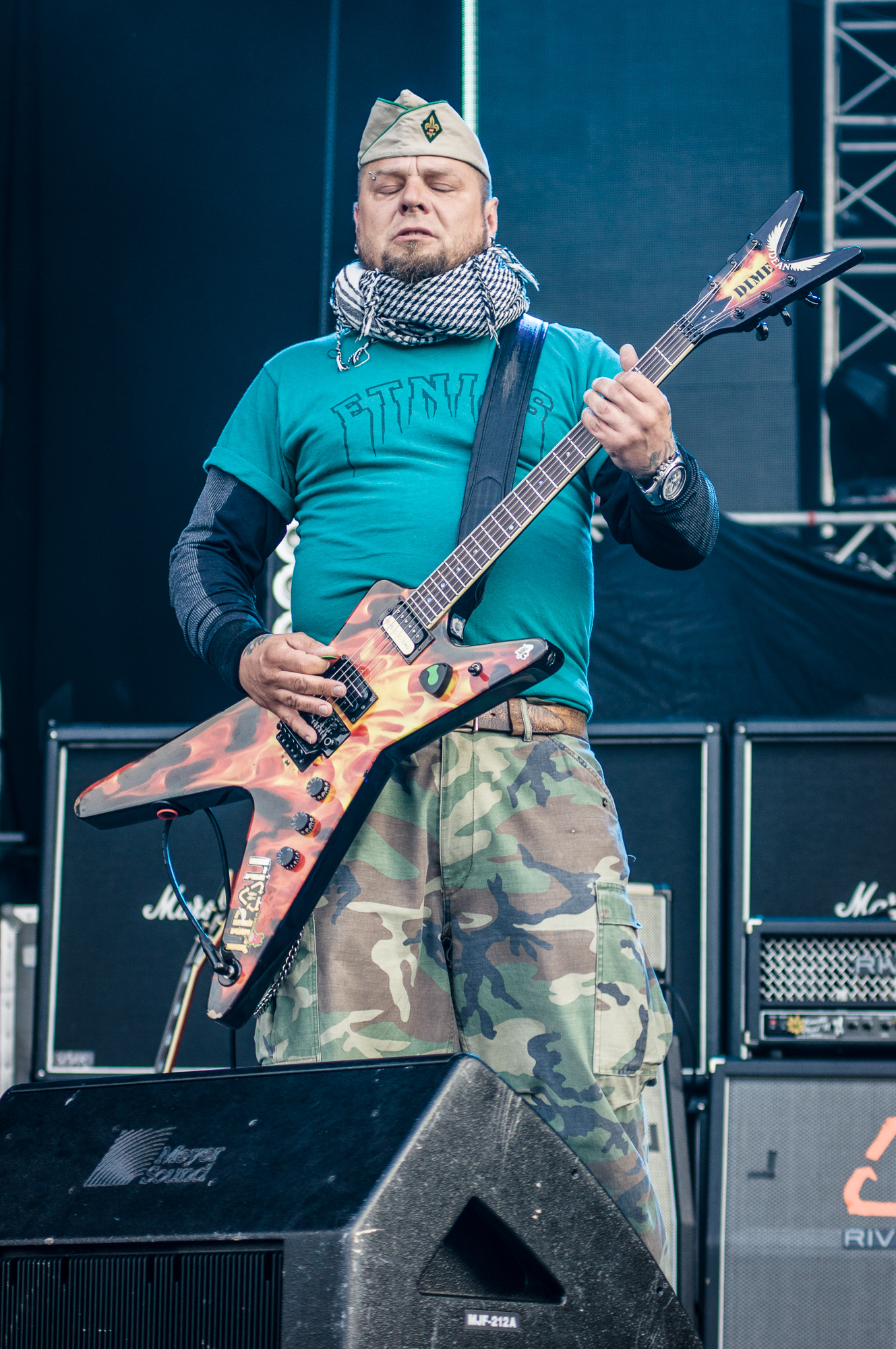
Tomasz Lipnicki podczas festiwalu Ursynalia 2012.

| 2000                           | Li-pa-li - Data: 2000 - Wydawca: Universal Music Polska              | –  |
| 2004                           | Pi - Data: 27 września 2004 - Wydawca: Pomaton EMI                   | –  |
| 2007                           | Bloo - Data: 25 czerwca 2007 - Wydawca: Frontmusic/Fonografika       | 35 |
| 2009                           | Trio - Data: 27 marca 2009 - Wydawca: Lemon Records/EMI Music Poland | 15 |
| 2012                           | 3850 - Data: 1 października 2012 - Wydawca: PRESSCOM                 | 20 |
| 2015                           | Fasady - Data: 20 listopada 2015 - Wydawca: PRESSCOM                 | 7  |
| 2019                           | Mosty, rzeki, ludzie - Data: 22 listopada 2019 - Wydawca: PRESSCOM   | 8  |
| 2023                           | Mechanika - Data: 13 stycznia 2023 - Wydawca: PRESSCOM               | 4  |
| „–” pozycja nie była notowana. |                                                                      |    |

| Rok  | Tytuł                                                            | Pozycja na liście |
| Rok  | Tytuł                                                            | POL               |
| ---- | ---------------------------------------------------------------- | ----------------- |
| 2011 | Akustyk Live - Data: 21 czerwca 2011 - Wydawca: EMI Music Poland | 24                |

| 2007                                                 | „Jeżozwierz”                    | 4  | –  | –  | Bloo                 |
| 2008                                                 | „Barykady”                      | –  | 3  | –  | Trio                 |
| 2008                                                 | „Upadam”                        | 39 | 1  | –  | Trio                 |
| 2009                                                 | „Ponoć”                         | –  | 6  | –  | Trio                 |
| 2011                                                 | „Jeżozwierz”                    | 4  | –  | 14 | Akustyk Live         |
| 2012                                                 | „Pamiątki z masakry”            | –  | 11 | –  | 3850                 |
| 2013                                                 | „Najgroźniejsze Zwierzę Świata” | 48 | –  | 20 | 3850                 |
| 2013                                                 | „Popioły”                       | 40 | –  | –  | 3850                 |
| 2015                                                 | „Ludzie 1.2”                    | 47 | –  | *  | Fasady               |
| 2016                                                 | „Kawy dwie”                     | 42 | –  | *  | Fasady               |
| 2016                                                 | „A gdyby tak...”                | 42 | –  | *  | Fasady               |
| 2019                                                 | „Kim jestem?”                   | 24 | –  | *  | Mosty, rzeki, ludzie |
| 2020                                                 | „Będzie dobrze”                 | 47 | –  | *  | Mosty, rzeki, ludzie |
| „–” pozycja nie była notowana „*” lista nie istnieje |                                 |    |    |    |                      |

## Teledyski
| Tytuł                | Rok  | Reżyseria                   | Album                | Źródło        |
| -------------------- | ---- | --------------------------- | -------------------- | ------------- |
| „Co noc”             | 2000 | Tomasz Madejski             | Li-pa-li             | [ 31 ]        |
| „Pi”                 | 2004 | Maciek Szupica              | Pi                   | [ 31 ]        |
| „Jeżozwierz”         | 2007 | Radosław Górka              | Bloo                 | [ 31 ]        |
| „Sen o lepszym dniu” | 2007 | Jacek Kościuszko            | Bloo                 | [ 31 ]        |
| „Barykady”           | 2009 | Grupa 13                    | Trio                 | [ 32 ] [ 31 ] |
| „Pamiątki z masakry” | 2012 | Mateusz Winkiel             | 3850                 | [ 33 ]        |
| „Popioły”            | 2013 | Endorfina Artmedia          | 3850                 | [ 34 ]        |
| „Ludzie 1.2”         | 2015 | Luminative Production       | Fasady               | [ 17 ]        |
| „Kawy dwie”          | 2015 | Luminative Production       | Fasady               | [ 17 ]        |
| „A gdyby tak...”     | 2016 | Luminative Production       | Fasady               | [ 17 ]        |
| „Chłopcy”            | 2016 | Luminative Production       | Fasady               | [ 17 ]        |
| „Kim jestem?”        | 2019 | Golden Paradise Media Group | Mosty, rzeki, ludzie | [ 17 ]        |

## Nagrody i wyróżnienia

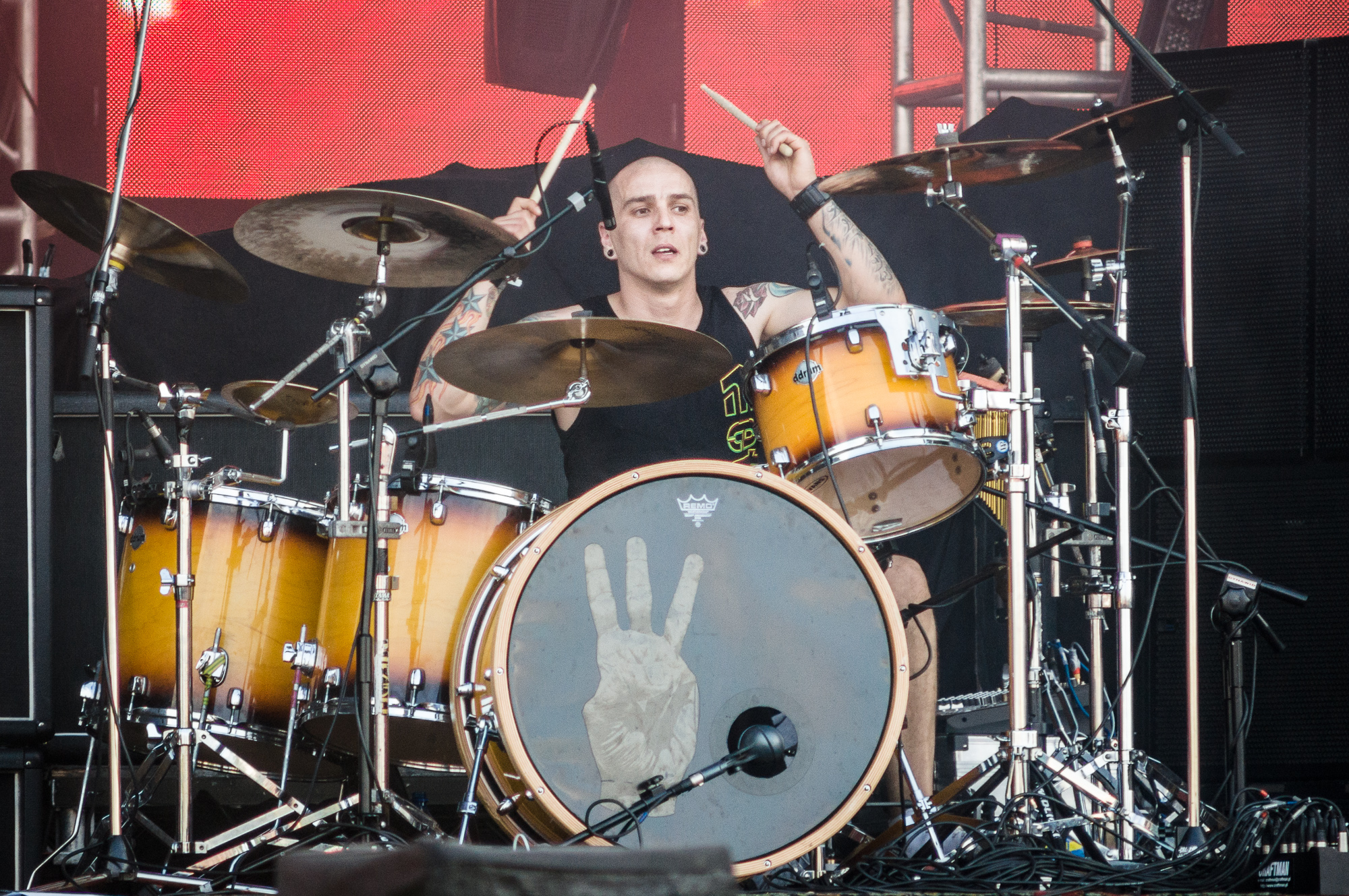
Łukasz Jeleniewski podczas festiwalu Ursynalia 2012.

| Rok  | Kategoria                                          | Tytułem         | Nagroda        | Nota      | Źródło |
| ---- | -------------------------------------------------- | --------------- | -------------- | --------- | ------ |
| 2008 | Wydawnictwo Specjalne – Najlepsza Oprawa Graficzna | Bloo            | Fryderyki 2008 | Nominacja | [ 35 ] |
| 2008 | Album roku rock/metal                              | Bloo            | Fryderyki 2008 | Nominacja | [ 35 ] |
| 2008 | Kompozytor roku                                    | Lipali          | Fryderyki 2008 | Nominacja | [ 35 ] |
| 2008 | Videoklip roku                                     | „Jeżozwierz”    | Fryderyki 2008 | Nominacja | [ 35 ] |
| 2008 | Autor roku                                         | Tomasz Lipnicki | Fryderyki 2008 | Nominacja | [ 35 ] |
| 2008 | Wokalista roku                                     | Tomasz Lipnicki | Fryderyki 2008 | Laur      | [ 35 ] |
| 2010 | Album roku rock                                    | Trio            | Fryderyki 2010 | Nominacja | [ 9 ]  |
| 2010 | Grupa roku                                         | Lipali          | Fryderyki 2010 | Nominacja | [ 9 ]  |
| 2010 | Videoklip roku                                     | „Barykady”      | Fryderyki 2010 | Nominacja | [ 9 ]  |
| 2010 | Piosenka roku                                      | „Barykady”      | Fryderyki 2010 | Nominacja | [ 9 ]  |
| 2010 | Kompozytor roku                                    | Tomasz Lipnicki | Fryderyki 2010 | Nominacja | [ 9 ]  |
| 2010 | Autor roku                                         | Tomasz Lipnicki | Fryderyki 2010 | Nominacja | [ 9 ]  |
| 2010 | Wokalista roku                                     | Tomasz Lipnicki | Fryderyki 2010 | Laur      | [ 9 ]  |
| 2016 | Album roku rock                                    | Fasady          | Fryderyki 2016 | Nominacja | [ 36 ] |